# Abdampfschale

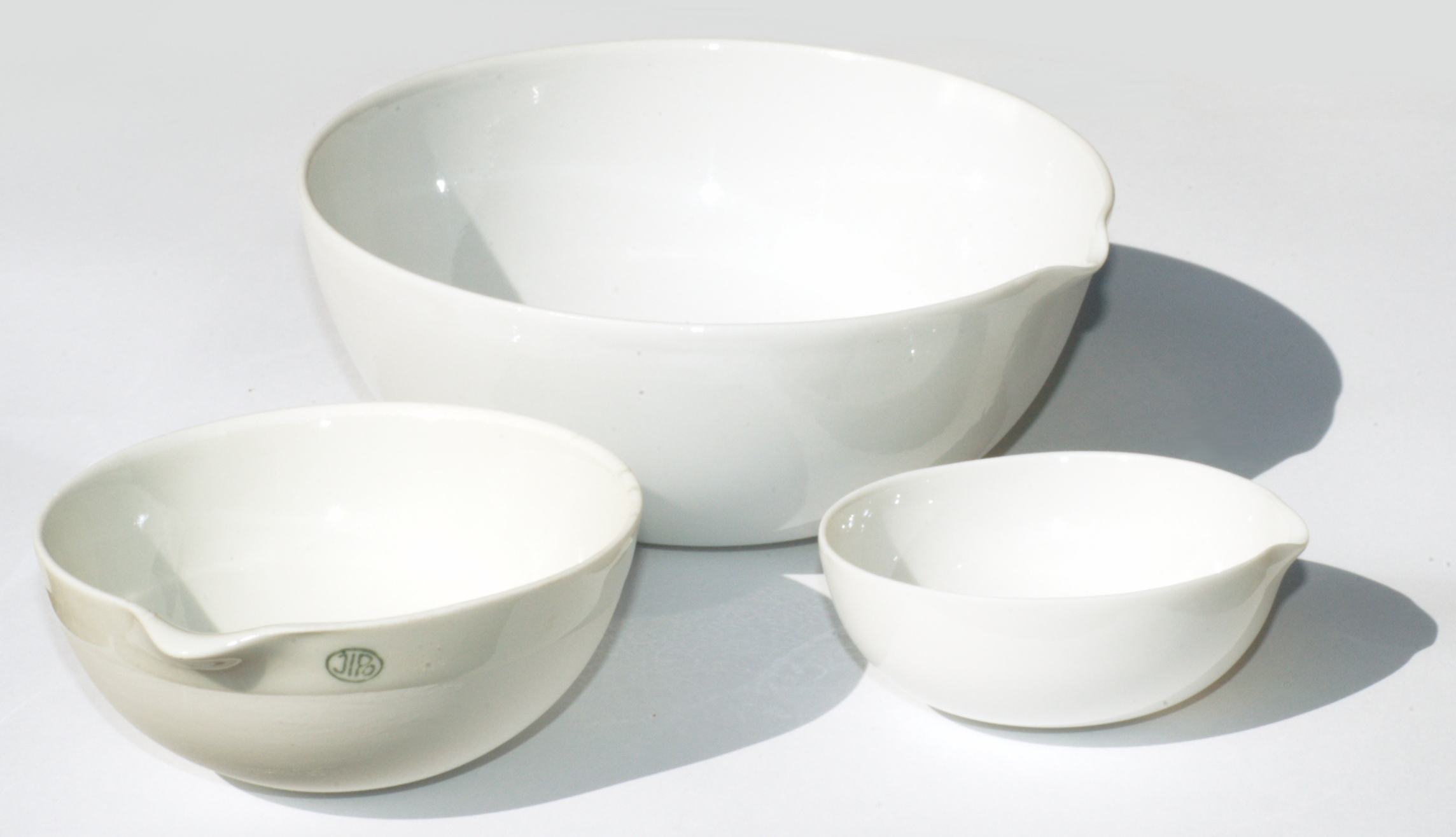
Abdampfschalen aus Porzellan in verschiedenen Größen

Seitenansicht einer Abdampfschale

Die Abdampfschale ist ein Laborgerät zum Erhitzen von Lösungen. Sie besteht meistens aus Porzellan, Keramik oder Laborglas. Abdampfschalen werden benutzt, um überschüssiges Wasser – oder ein anderes Lösungsmittel – zu verdampfen, damit eine konzentrierte Lösung oder der darin gelöste Stoff zurückbleibt. Dieser Vorgang wird in der Fachsprache auch Einengen genannt.
Neben den üblichen weißen, gibt es auch auf der Innenseite schwarze Abdampfschalen, um einen weißen bzw. hellen Rückstand besser erkennen zu können. Solche Schalen nutzt man speziell, wenn geringe Mengen Rückstand erwartet werden.
Die Form der Abdampfschale beschleunigt aus drei Gründen das Verdunsten:
- Die Schale ist flach oder halbtief.[1] Eine relativ große Flüssigkeitsoberfläche begünstigt das Verdunsten.
- Beim Erhitzen in einem Kolben oder Becherglas kondensiert ein Teil des Dampfes an den Gefäßwänden und fließt zurück in die Lösung. Das ist hier nicht möglich.
- Durch die offene Form wird der Dampf schon bei leichtem Luftzug abtransportiert.

Das Erhitzen einer Flüssigkeit in einer Abdampfschale muss äußerst vorsichtig erfolgen, da die niedrigen Wände ein Verspritzen begünstigen. Zum Rühren oder Schwenken von Flüssigkeiten sind Abdampfschalen kaum geeignet.
Zum Eindampfen im Labor wird heute meist ein Rotationsverdampfer bevorzugt, weil dieser wesentlich schneller arbeitet und oft die Verwendung eines Unterdrucks oder eines Vakuums gestattet. Auch Siedeverzüge treten weniger heftig auf als bei anderen Laborgeräten.
Abdampfschalen werden auch verwendet, um Feststoffe zu trocknen. Dazu werden sie ggf. in Exsikkatoren gestellt, wo neben einem Unterdruck ein geeignetes Trockenmittel angewendet wird. Mit einem Vakuumtrockenschrank kann zusätzlich erwärmt werden.